# Carl Fredrik von Saltza
Carl Fredrik von Saltza (Charles Frederick), född den 29 oktober 1858 i Örtomta, Östergötland, död den 10 december 1905 i New York, var en svensk-amerikansk  målare och friherre.
Han var son till överceremonimästaren Carl Anton Filip von Saltza och författaren Christina Gustafva De la Gardie (hon skrev under pseudonymen Berthel Lille) och från 1883 gift med Wilhelmina Henriette Charlotta Stoopendaal. Han var far till Philip von Saltza och brorson till Hedvig Charlotta Catharina Fock och sonson till Edvard Fredrik von Saltza. Han studerade privat för Edvard Perséus 1877 och för Johan Christoffer Boklund och Georg von Rosen vid Konstakademien i Stockholm 1878–1880. Han var missnöjd med den undervisning som gavs vid akademien och tillsammans med Karl Nordström hoppade han av skolan hösten 1880 för att fullfölja sin utbildning utomlands. De for först till Bryssel där de vistades en tid och kom på nyåret 1881 till Paris. Där studerade han en tid för Jean-Léon Gérôme innan han återvände till Stockholm. Han tillhörde den grupp som 1885 undertecknade opponentskrivelsen som senare ledde till att Konstnärsförbundet bildades. Han emigrerade till Amerika 1891 och var där ledare för målarskolan vid Museum of Fine Arts i St. Louis 1892–1898 och målarskolan vid Art Institute of Chicago 1898–1899 samt som extra lärare Columbia University och Teachers College i New York fram till sin död. Han medverkade i den interskandinaviska konstutställningen på Valands i Göteborg 1886, världsutställningen i Chicago 1893 och i Konstnärsförbundets utställningar i Berlin 1896 och Stockholm 1897. Hans konst före Amerika perioden domineras av genremotiv, porträtt och landskapsmotiv ofta utförda i akvarell medan den amerikanska produktionen domineras av porträtt. Bland annat porträtterade han Missouri guvernören David R. Francis och professor Chauvenet vid Washington University i St. Louis. Som tecknare och illustratör medverkade han i Ny illustrerad tidning och han utförde ett antal illustrationer till Fredrik Sanders översättning av Sämund den vises Edda 1893. Saltza finns representerad vid Norrköpings konstmuseum, Nordiska museet bland annat Konstnärens dotter i helfigur.